# Pyramide von Ombos
Die Pyramide von Ombos, auch Pyramide von Naqada genannt, gehört zusammen mit den Pyramiden in Edfu-Süd, Elephantine, El-Kula, Saujet el-Meitin, Seila und Sinki zu einer Gruppe von insgesamt sieben sehr ähnlichen kleinen Stufenpyramiden, die alle fernab der großen Zentren Ägyptens errichtet wurden und über die sehr wenig bekannt ist. Sie befindet sich etwa 300 Meter nördlich der Ruinen des antiken Ortes Ombos, nahe der heutigen Stadt Naqada in Oberägypten. Die erste und bisher einzige Grabung führten 1895 Flinders Petrie und James Edward Quibell durch.

## Daten
Die Pyramide hat eine Seitenlänge von 18,39 Meter und erreicht heute noch eine Höhe von etwa 4,50 Metern. Sie ist nicht genau nach Norden ausgerichtet, sondern weicht um etwa 12° nach Nordosten ab. Ihre Orientierung folgt damit dem Verlauf des Nils. Die Pyramide besteht aus einem Kern mit etwa 5,75 Metern Seitenlänge, um den herum drei Schalen aus grob behauenen Steinen angeordnet sind. Vermutlich hatte das Bauwerk ursprünglich drei Stufen. Als Baumaterial diente Kalkstein von lokaler Herkunft. Unter der Südwestecke entdeckte Petrie eine 1,25 mal 2,00 Meter große Grube, die aber höchstwahrscheinlich nicht zur Pyramide gehört. Es dürfte sich wohl eher um einen sekundär überbauten Grabschacht handeln.

## Bau und Funktion
Erbauer und Funktion der Pyramide sind unbekannt. Günter Dreyer und Werner Kaiser halten sie, sowie die anderen oben genannten Pyramiden für ein zusammenhängendes Bauprojekt von Pharao Huni, dem letzten Herrscher der 3. Dynastie. Andrzej Ćwiek sieht dies ähnlich, vermutet als Bauherrn allerdings Hunis Nachfolger Snofru (um 2670–2620 v. Chr.), den Begründer der 4. Dynastie. Die Spekulationen über die Funktion der Pyramiden reichen von einer Repräsentationsstätte des Königs über eine Darstellung des Urhügels oder ein Symbol der politischen und religiösen Einheit des Landes bis hin zu Kenotaphen der königlichen Gemahlinnen.